# Asuka (Nara)
Asuka (jap. 明日香村, -mura) ist ein Dorf im Takaichi-gun in der Präfektur Nara in Japan.

## Geschichte
Von 538 bis 710 war Asuka Standort für mehrere japanische Kaiserpaläste (u. a. Kiyomihara-Palast) und damit auch für die Hauptstadt Asuka-kyō des damaligen Yamato-Reiches. Nach der damaligen Stadt wird diese Zeit auch Asuka-Zeit genannt.
Der Asuka-dera, der Asuka-niimasu-jinja, der Okadera und mehrere andere alte Bauwerke aus dieser Zeit blieben erhalten. Es gibt archäologische Grabungen, um weitere Relikte freizulegen. In dem Gebiet wurden zum Beispiel Wado-Münzen, die als älteste Münzen Japans gelten, sowie Malereien in den Kitora-Gräbern ausgegraben. Wegen der vielen Fundstätten gibt es in der Stadt strenge Bauvorschriften.

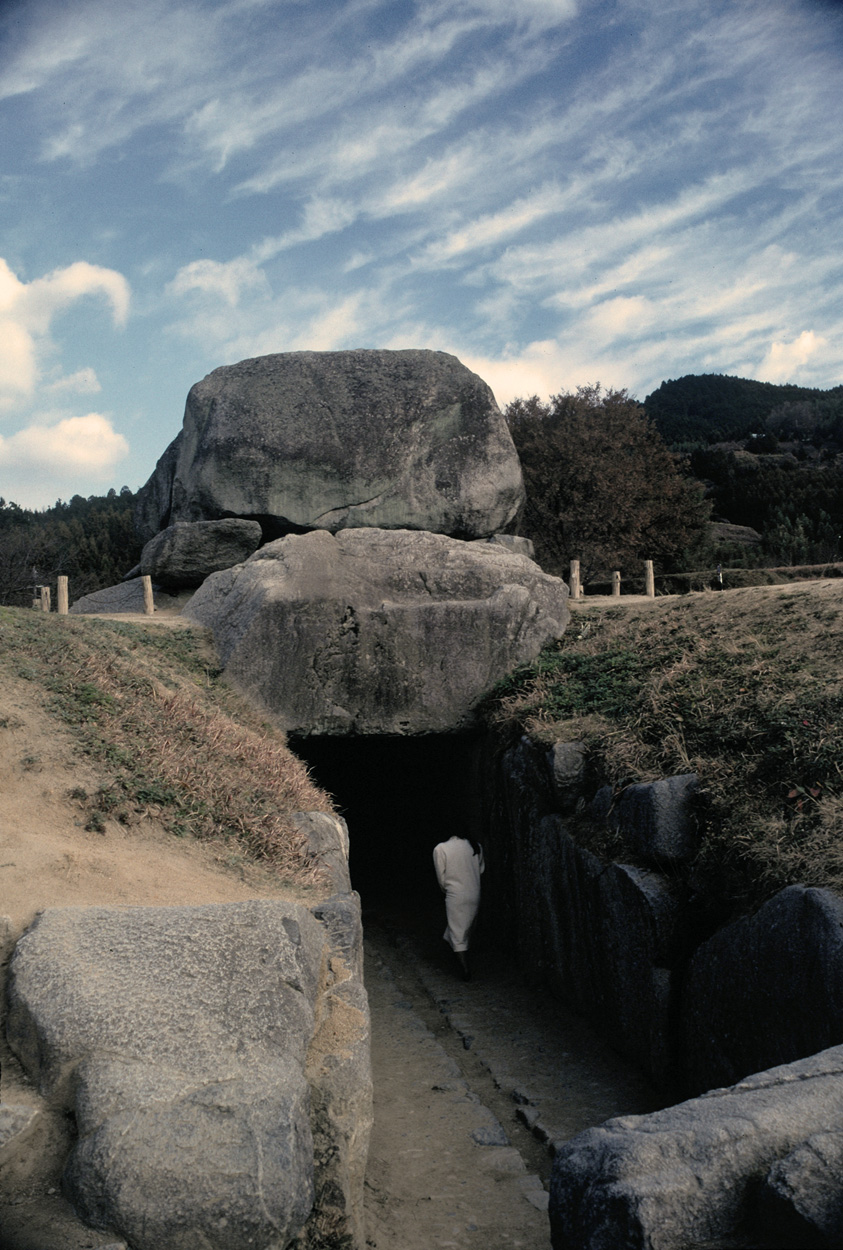
Ishibutai-Kofun, die vermutete Grabstätte des Soga no Umako

Das Ishibutai-Kofun, ein Hügelgrab, befindet sich ebenfalls in Asuka. Am 21. März 2004 wurde die Entdeckung der Überreste eines Hauptgebäudes einer Residenz bekanntgegeben. Da die Residenz sich an den Kofun anschließt, ist es wahrscheinlich, dass die Residenz Soga no Umako gehörte, den man in dem Kofun begraben vermutet.

## Angrenzende Städte und Gemeinden
- Sakurai
- Kashihara